# Christian Weber

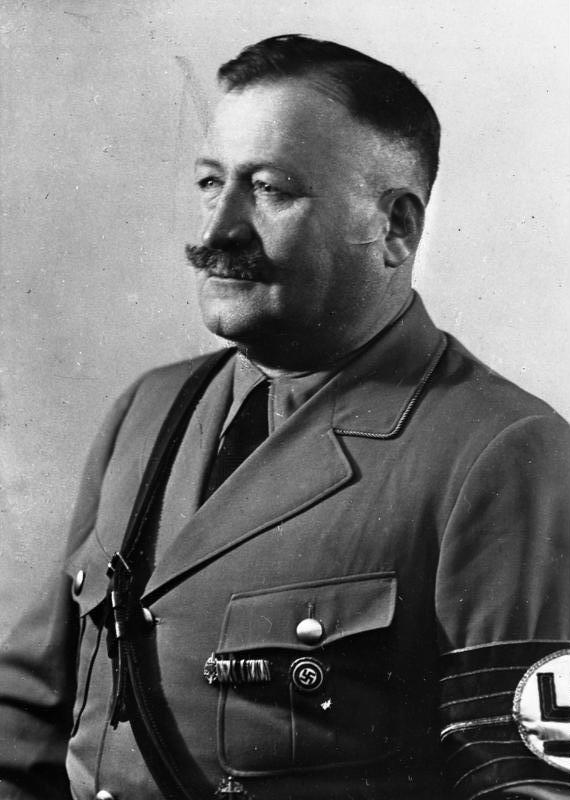
Christian Weber, en 1934

Christian Weber (Polsingen, 25 de agosto de 1883 - Jura de Suabia, 10 de mayo de 1945) fue un miembro histórico del Partido Nazi y oficial de las SS con el rango de Brigadeführer.

## Biografía
Junto a Emil Maurice, Ulrich Graf y Max Amann fue un alborotador callejero que estuvo entre los primeros seguidores políticos de Adolf Hitler. Siempre listo para la pelea,  Weber solía llevar una fusta de caballos, hábito también compartido por Hitler en sus primeros años de lucha. Otto Strasser, que odiaba a Weber y lo había llamado públicamente «criatura simiesca» y el «más despreciable de los seguidores de Hitler», posteriormente aseguraría que también era un proxeneta en aquellos tiempos. A finales de 1921, Weber fue uno de los participantes del grupo de Hitler que atacó a la Liga Bávara. Hitler personalmente golpeó al líder de la Liga, Otto Ballerstedt, acción que le acarrearía al futuro "Führer" estar encarcelado durante un mes. Después del Putsch de Múnich, Weber se dedicó al comercio de caballos y compró una deuda de 1000 dólares de Hitler, quien inicialmente los debía a Ernst Hanfstaengl. Weber insistiría en que Hitler le pagara la deuda en su totalidad. A pesar de ello, los dos permanecieron cercanos y Hanfstaengl después señaló que Weber era uno de los pocos que podía hacer bromas sobre el libro Mein Kampf estando en presencia de Hitler.
Como concejal de Múnich, se convirtió de hecho en el jefe de la ciudad inmediatamente después de la toma del poder por los Nazi. Weber se hizo una figura odiada en la ciudad, particularmente entre la clase media y se convirtió en símbolo de corrupción, siendo cuestionado por adquirir la propiedad de hoteles, villas, gasolineras, una destilería de cerveza, el hipódromo de la ciudad y un servicio de autobuses así como un Hogar de Residencias en Múnich. Otros títulos que poseía incluyendo la Presidencia de Deutsches Jagd- und Fischereimuseum y la Liga de Propietarios de Caballos de Carrera Alemanes. En la «noche de los cuchillos largos» Weber estuvo entre los que viajaron con la SS hacía Bad Wiessee para purgar al liderazgo de la Sturmabteilung. Hitler personalmente lo recompensó promoviéndolo al rango de Oberführer en la SS.
Buscando una oportunidad para enriquecerse,  Weber estuvo muy activo en la Kristallnacht, cuando con un grupo de hombres de la SS, incluyendo a un joven Hermann Fegelein, saquearon los bienes del noble judío Rudolf Hirsch. El Estado, finalmente, transmitió estos bienes a Weber. Weber asumió el control y aparato de seguridad nazi de Múnich, a pesar de haber sido duramente criticado por haber fallado en la prevención del atentado terrorista de Georg Elser; este colocó una bomba en la Bürgerbräukeller el 8 de noviembre de 1939, aunque la bomba no logró matar a Hitler y a un número alto de otros líderes nazis incluyendo a Heinrich Himmler y a Alfred Rosenberg por solo diez minutos. Después de esto, Weber mantuvo un perfil bajo, aunque con un fuerte rival, el Gauleiter Paul Giesler. Los dos se enfrentaron en 1943, sobre la continuación de las carreras de caballos en la ciudad, e incluso esta disputa sería llevada a Hitler, donde Giesler arguyó que debían ser prohibidas para conducir todo el esfuerzo hacia la guerra total. Hitler estuvo de acuerdo con Giesler, pero por respeto a su también antiguo camarada Alter Kämpfer, acabó permitiendo que éstas continuaran en la ciudad de Theresienwiese.
Siendo una odiada figura muniquesa, Weber fue capturado en Baviera tras el colapso de la Alemania nazi y fue entregado a las fuerzas aliadas. El 10 de mayo de 1945 murió en un accidente de tráfico mientras era trasladado desde Ulm hasta Heilbronn.